# Beta (Nachrichtenagentur)
Beta ist eine private Nachrichtenagentur mit Sitz in Serbien.
Schwerpunkt der Agentur ist die Berichterstattung über Ereignisse in Serbien und anderen ex-jugoslawischen Teilrepubliken sowie der Region Südosteuropa.
Beta wurde 1992 gegründet. Sie nahm ihre Arbeit im Mai 1994 auf. Während der Amtszeit Slobodan Miloševićs wurde sie zu den so genannten unabhängigen Medien gezählt (im Gegensatz etwa zu Tanjug, der nationalen Presseagentur Serbiens).
Die Agentur bietet Infodienste wie Betanews und Betaweek an: eine tägliche bzw. wöchentliche Zusammenstellung von Meldungen und Presseartikeln aus der Region. Weitere Angebote sind Beta Monitor, ein Bulletin mit Nachrichten aus der Wirtschaft, und Beta Defense, ein Bulletin über sicherheitspolitische Nachrichten.
In den Jahren 2004 und 2005 erhielt Beta Zuwendungen von der staatsnahen US-amerikanischen Organisation National Endowment for Democracy. 